# Astragalus karataviensis
Astragalus karataviensis är en ärtväxtart som beskrevs av Nikolai Vasilievich Pavlov. Astragalus karataviensis ingår i släktet vedlar, och familjen ärtväxter. Inga underarter finns listade i Catalogue of Life.